# Diòdot d'Èritres
Diòdot (grec antic: Διόδοτος, llatí: Diodotus) fou un escriptor de l'antiga Grècia nadiu d'Èritres de Jònia que segons Ateneu va ser l'autor de l'obra ἐφημερίδες Ἀλεξάνδρου («Efemèrides d'Alexandre»), cosa que el situa en temps d'Alexandre el Gran.